# Total War: Warhammer
Total War: Warhammer —  компьютерная игра в смешанном жанре пошаговой стратегии и стратегии в реальном времени, разработанная британской студией Creative Assembly и выпущенная компанией SEGA для Microsoft Windows в 2016 году. Feral Interactive выпустил игру для Linux 22 ноября 2016 года, и для macOS — 18 апреля 2017 года. Это десятая игра в серии Total War и первая во вновь создаваемой трилогии на основе сеттинга Warhammer Fantasy. 
Подобно предыдущим играм серии Total War, геймплей Total War: Warhammer разворачивается на нескольких уровнях: в пошаговом режиме игрок управляет государством из нескольких городов и провинций, передвигая армии по карте и вступая в дипломатические отношения с другими игроками или управляемыми компьютером государствами-соперниками; при столкновении двух армий или осаде города начинается бой в реальном времени, где игрок может управлять отдельными отрядами внутри армии. В отличие от предыдущих частей серии, действие которых происходило в тех или иных периодах истории Земли, действие Total War: Warhammer происходит в вымышленной вселенной Warhammer Fantasy, включая также и некоторых персонажей оттуда.

## Обзор
Игра является тактикой в реальном времени с элементами пошаговой стратегии.  Персонажами — включая чудовищ, воинов и героев — управляет игрок. 
При изначальном выпуске игра включает в себя четыре фракции и приписанных к ним лордов (дающих бонусы и открывающих некоторые рода войск): 
- Гномы. Гномы (Торгрим Злопамятный, Унгрим Железный Кулак, Громбриндал Белый гном), Белегар Железный молот (Клан Ангрунд)
- Графства вампиров. Графства вампиров (Маннфред фон Карштайн, Генрих Кеммлер, Хельман Горст), Влад фон Карштайн, Изабелла фон Карштайн (Фон Карштайны)
- Зеленокожие.  Зеленокожие (Гримгор Железношкур, Ажаг Мясник), Скарсник (Кривой месяц), Кровавые руки (Вуррзаг)
- Империя (Император Карл Франц, Бальтазар Гельт, Фолькмар Мрачный Лик)

Позже были добавлены: 
- Воины Хаоса (Архаон Навеки Избранный, принц Зигвальд Великолепный, Холек Солнцеед)
- Бретонния. Бретонния (король Луан Леонкур), Бордело (герцог Альберик де Бордело), Каркассон (Фея-заклинательница Моргана)
- Зверолюды (Хазрак Одноглазый, Моргур Тенедар и Малагор Тёмное знамение)
- Лесные Эльфы. Аргвилон (Дуртху), Лесные эльфы  (Орион)
- Норска. Зимний клык (Трогг), Норска (Вульфрик Странник)

Каждая из фракций имеет доступ к уникальным видам войск и свой элемент в кампании. Новый режим заданий включает в себя битвы (например, сражение у перевала Чёрного огня), по прохождении которых игрок получает доступ к предметам и способностям. Карта простирается от пустошей Хаоса на севере до южных бесплодных земель, от Великого океана на западе до гор Края света на востоке. В игре также присутствует магия, которой могут пользоваться не все фракции.
В «Warhammer» невозможно захватить все территории из-за расовых различий. Человеческие поселения могут быть захвачены лишь вампирами и людьми, тогда как крепости доступны лишь для гномов или зеленокожих. Исключение составляют эльфы – они могут захватывать любые поселения. Воины Хаоса не оседают нигде и ведут себя как орда кочевников (подобная схема появилась в игре Rome: Total War: Barbarian Invasion). Также присутствуют регионы, недоступные для поселения ни для одной из фракций в игре. Недоступные для захвата территории можно либо уничтожить, либо совершать на них набеги.
В отличие от других частей цикла, агенты принимают участие в сражениях. Некоторые ключевые агенты могут быть только ранены в бою, тогда как все другие агенты могут погибнуть. «Warhammer» включает в себя гораздо более широкий спектр анимации. Например, в игре присутствует около 30 разных типов тела и скелетов, в отличие от 5—6, как в других частях, не считая летающих существ. Другие «стандартные» аспекты игры, такие как градостроение, дипломатия и создание войск, остаются без изменений.
На города может действовать либо скверна Хаоса, либо скверна Нежити. Большое ее количество приводит к негативным последствиям, таким как восстания. Эффект скверны тем сильнее, чем больше влияние лорда вампира/хаоса на данное поселение. Уровень может снижаться при помощи специальных указов, построек или присутствием своего лорда.
Выпуск изначально планировался на 28 апреля 2016, но после был перенесен на 24 мая.

## Загружаемый контент
Chaos Warriors Race Pack стало первым дополнением, бесплатно доступным тем, кто сделал предзаказ, а позже и для всех остальных игроков, но только в течение первой недели после выхода игры.
30 июня вышло дополнение "Blood for the Blood God", доступное исключительно для лиц старше восемнадцати лет, показывающее жестокость сражения: отрубленные конечности, фонтаны крови, пронзенные тела, новые анимации добиваний и расчленёнки.
28 июля вышло дополнение «Call of the Beastmen». Новой расой стали Зверолюды (Beastmen), получившие собственную мини-кампанию "Око за око" на отдельной игровой карте.
1 сентября вышло дополнение «The Grim & the Grave». В игре появились: два легендарных лорда — Верховный Теогонист Фолькмар Мрачный у Империи и Влад фон Карштайн у вампиров, — 6 новых видов войск, два новых типа обычных лордов (Верховный Лектор и Король Стригоев), 18 элитных отрядов и пять новых карт для сетевой игры.
20 октября вышло дополнение «The King and the Warlord», в котором игроки получат доступ к 18 элитным отрядам зеленокожих и гномов, а также 2 новые фракции – клан Ангрунд, который возглавляет храбрый король Белегар Железный Молот и гоблинский клан Кривой Месяц, который возглавляет Скарсник – хитрый и влиятельный вожак ночных гоблинов. Целью обеих фракций является захват древней крепости гномов Восемь пиков Карака.
В этот же день вышло бесплатное дополнение «Wurrzag », которая добавляет фракцию Кровавых Рук, возглавляемую Вуррзагом.
21 октября вышло бесплатное дополнение "Grombrindal The White Dwarf", добавляющее нового легендарного лорда Громбриндала, который может возглавлять кампанию гномов наряду с Торгримом и Унгримом.
8 декабря вышло дополнение «Realm of The Wood Elves», добавившее фракцию Лесных Эльфов и Аргвилон, новых героев и отдельную игровую мини-кампанию "Время откровения" на отдельной игровой карте.
В этот же день вышло бесплатное дополнение «Jade Wizard», добавляющее нефритовых магов.
В этот же день вышло бесплатное дополнение «Grey Wizard», добавляющее адептов коллегии Серого ордена.
28 февраля 2017 года вышло очень крупное бесплатное дополнение, добавившее бретоннские герцогства (Борделло, Каркассон и Бретонию).
В этот же день вышло бесплатное дополнение «Isabella von Carstein», добавляющее нового героя у вампиров Изабеллу фон Карштайн, возглавившую вместе с мужем Владом фон Карштайн (перешёл из Графств вампиров) фракцию Фон Карштайны. 
Дополнение для первой игры «Norsca» стало доступно 10 августа 2017 года. Также в него можно будет поиграть и во второй части, но только на комбинированной карте Старого и Нового Света.

## Отзывы и продажи
| Сводный рейтинг    | Сводный рейтинг |
| Агрегатор          | Оценка          |
| ------------------ | --------------- |
| GameRankings       | 85,85 %         |
| Metacritic         | 87/100          |
| Иноязычные издания |                 |
| Издание            | Оценка          |
| Destructoid        | 8/10            |
| GameSpot           | 9/10            |
| GamesRadar+        | [ 12 ]          |
| IGN                | 8,6/10          |

С 24 по 27 мая на Steam было продано 500 000 копий игры, а за несколько дней — 1 миллион, что сделало её рекордсменом по скорости продаж в серии Total War.
Летом 2018 года, благодаря уязвимости в защите Steam Web API, стало известно, что точное количество пользователей сервиса Steam, которые играли в игру хотя бы один раз, составляет 2 085 605 человек.